# Maar
Maar – forma wulkaniczna powstała w wyniku erupcji freatycznej lub freatomagmowej. Ze względu na morfologię określany jest „dziurą w ziemi”. Charakterystyczną cechą maarów jest obniżone dno krateru (lejkowate zagłębienie), co jest spowodowane ubytkiem masy skalnej poniżej powierzchni krateru na skutek eksplozji po kontakcie magmy z wodą lub nasyconymi wodą osadami. Brak jest wykształconego stożka wulkanicznego, powstaje jedynie niezbyt wysoki wał tufowy, zbudowany z materiału okruchowego (z lokalnych skał niewulkanicznych, czasem materiału piroklastycznego). W obrębie maaru może wykształcić się jezioro wulkaniczne, tzw. jezioro maarowe.